# ۲کی لس آنجلس
۲کی لس آنجلس (انگلیسی: 2K Los Angeles) شرکت بازی ویدئویی آمریکایی است، که در سال ۱۹۹۸ تأسیس شد.